# Fiji i olympiska spelen
Fiji medverkade i olympiska spelen första gången 1956 i Melbourne. De har därefter endast missat två olympiska sommarspel, 1964 och 1980. De har medverkat vid tre olympiska vinterspel.
Fiji vann sin första olympiska medalj i spelen i Rio de Janeiro 2016 i den nyinstiftande grenen sjumannarugby, där man vann guld efter finalseger över Storbritannien.

## Medaljer
| Guld | Silver | Brons | Totalt antal medaljer |
| ---- | ------ | ----- | --------------------- |
| 1    | 0      | 0     | 1                     |

### Medaljer efter sommarspel
| Spel                                    | Guld        | Silver      | Brons       | Totalt      |
| Melbourne 1956 (ryttarspel i Stockholm) | 0           | 0           | 0           | 0           |
| Rom 1960                                | 0           | 0           | 0           | 0           |
| Tokyo 1964                              | Deltog inte | Deltog inte | Deltog inte | Deltog inte |
| Mexico City 1968                        | 0           | 0           | 0           | 0           |
| München 1972                            | 0           | 0           | 0           | 0           |
| Montréal 1976                           | 0           | 0           | 0           | 0           |
| Moskva 1980                             | Deltog inte | Deltog inte | Deltog inte | Deltog inte |
| Los Angeles 1984                        | 0           | 0           | 0           | 0           |
| Seoul 1988                              | 0           | 0           | 0           | 0           |
| Barcelona 1992                          | 0           | 0           | 0           | 0           |
| Atlanta 1996                            | 0           | 0           | 0           | 0           |
| Sydney 2000                             | 0           | 0           | 0           | 0           |
| Aten 2004                               | 0           | 0           | 0           | 0           |
| Peking 2008                             | 0           | 0           | 0           | 0           |
| London 2012                             | 0           | 0           | 0           | 0           |
| Rio de Janeiro 2016                     | 1           | 0           | 0           | 1           |
| Totalt                                  | 1           | 0           | 0           | 1           |

### Medaljer efter vinterspel
| Spel                | Guld        | Silver      | Brons       | Totalt      |
| Calgary 1988        | 0           | 0           | 0           | 0           |
| Albertville 1992    | Deltog inte | Deltog inte | Deltog inte | Deltog inte |
| Lillehammer 1994    | 0           | 0           | 0           | 0           |
| Nagano 1998         | Deltog inte | Deltog inte | Deltog inte | Deltog inte |
| Salt Lake City 2002 | 0           | 0           | 0           | 0           |
| Turin 2006          | Deltog inte | Deltog inte | Deltog inte | Deltog inte |
| Vancouver 2010      | Deltog inte | Deltog inte | Deltog inte | Deltog inte |
| Sotji 2014          | Deltog inte | Deltog inte | Deltog inte | Deltog inte |
| Totalt              | 0           | 0           | 0           | 0           |